# Niejwa
Niejwa (ros. Нейва) – rzeka w azjatyckiej części Rosji, w połączeniu z rzeką Rież tworzy Nicę. Przepływa przez obwód swierdłowski. Źródła na wschodnich zboczach Środkowego Uralu w jeziorze Tawatuj.
Długość rzeki – 294 km. Powierzchnia zlewni – 5600 km². Zasilanie mieszane, w przeważającej części śniegowe.
Skuta lodem od listopada do kwietnia.
Główne dopływy: Jambarka, Mostowka (prawe), Siniaczicha, Ałapaicha, Susanka, Wiluj (lewe).
Miasta i miasteczka położone nad rzeką: Wierch-Niejwinskij, Niewjansk, Ałapajewsk.